# Thinorycter mamajevi
Thinorycter mamajevi är en skalbaggsart som beskrevs av Medvedev 1969. Thinorycter mamajevi ingår i släktet Thinorycter och familjen Aphodiidae. Inga underarter finns listade i Catalogue of Life.